# Скувой
Скувой, Скувё (фар. Skúvoy) — один из островов Фарерского архипелага. На западе острова расположена большая колония кайр.
Постоянное население проживает в одноимённой деревне и в 2013 году составляло всего 36 человек.